# Викторио Павлов
Викторио Павлов е български футболист, бивш полузащитник на ЦСКА (София) и Левски (София).

## Кариера
Кариерата на Павлов започва в ЦСКА (София) през 1989, когато Димитър Пенев го налага в първия отбор. Пролетта на 1992 г. прекарва под наем в Локомотив (София). През сезон 1993/94 отново е даден под наем, този път на Шумен. През зимата на 1996 г. треньорът Пламен Марков го обявява за ненужен и той преминава в Шумен. Там играе с Пламен Гетов и Божидар Искренов-Гибона.
След половин сезон подписва договор с Левски (София). Той става основен футболист на „сините“. През 1999 играе половин сезон в Испания, след което отново е в Левски (София). Кариерата му тръгва надолу и Викторио изиграва едва 7 срещи за два сезона. След това играе в Славия (София) и гръцкия Пансерайкос.

## Като треньор
От 2005 е треньор на дублиращия тим на Левски (София) Б. През 2008 за кратко поема Локомотив (Мездра). През април 2012 поема Левски (София) в тандем с Ясен Петров до края на сезона.